# Anthy-sur-Léman
Anthy-sur-Léman – miejscowość i gmina we Francji, w regionie Owernia-Rodan-Alpy, w departamencie Górna Sabaudia.
Według danych na rok 1990 gminę zamieszkiwały 1383 osoby, a gęstość zaludnienia wynosiła 299 osób/km² (wśród 2880 gmin regionu Rodan-Alpy Anthy-sur-Léman plasuje się na 610. miejscu pod względem liczby ludności, natomiast pod względem powierzchni na miejscu 1545.).